# نوار گوش

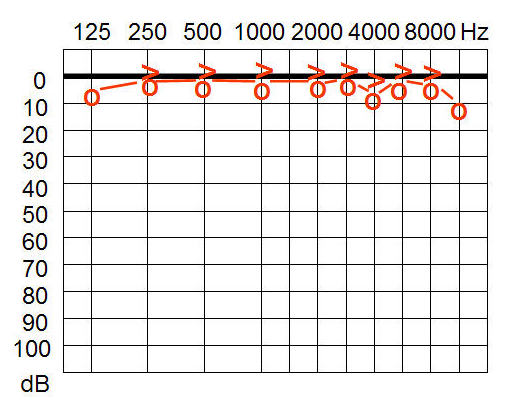
یک شنوایی‌نگاره (اودیوگرام) که نشان‌دهندهٔ شنوایی هنجار است.

نمودار ثبت‌شده آستانه شنوایی در بسامد (فرکانس)های صوتی متفاوت را نوار گوش یا شنوایی‌نگاره (به انگلیسی: audiogram) می‌نامند. شنوایی‌نگاره یک روش برای تعیین نوع، میزان، شکل و قرینگی کم شنوایی در دو گوش می‌باشد.
تهیه نوار گوش وظیفه شنوایی‌شناس است که با دستگاه شنوایی‌سنج انجام می‌دهد.
ثبت نوار گوش در موارد مشکوک به کم شنوایی یا معاینات رایج پزشکی برای استخدام، بیمه یا طب کار به عنوان بخشی از آزمایش‌های پایه شنوایی انجام می‌گیرد. اغلب شنوایی‌نگاره‌ها در بسامدی بین ۲۵۰ تا ۸۰۰۰ هرتز که محدوده اصلی شنوایی انسان است ثبت می‌شوند.